# Тімалк
Тімалк (англ. Timalkos) — старший син Мегарея; його вбив Тесей під час походу, організованого разом з Діоскурами.